# Hypolimnas latepicta
Hypolimnas latepicta är en fjärilsart som beskrevs av Max Bartel 1905. Hypolimnas latepicta ingår i släktet Hypolimnas och familjen praktfjärilar. Inga underarter finns listade i Catalogue of Life.